# Ayuntamiento de Newark
El Ayuntamiento de Newark (en inglés Newark City Hall) está ubicado en Government Center en Newark, en el estado de Nueva Jersey (Estados Unidos). El edificio fue construido en 1902 y se agregó al Registro Nacional de Lugares Históricos el 17 de febrero de 1978.

## Historia
De estilo Beaux Arts, este edificio de cinco pisos con una cúpula dorada; construido a un costo de 2,6 millones de dólares. El interior del edificio cuenta con mármol tallado, una gran escalera central, tragaluces con vidrieras, yeserías decorativas y trabajos en hierro forjado. El desarrollador Harry Grant pagó para cubrir la cúpula con oro de 24 quilates en 1986. El edificio fue renovado en 2006 a un costo de 18 millones de dólares.